# Мегастен
Мегастен (на гръцки: Μεγασθένης, 350 – 290 пр.н.е.) е древногръцки пътешественик, родом от Арахозия, който по поръчение на Селевк I Никатор през 3 век пр.н.е. посещава с дипломатическо поръчение двора на обединителя на Индия – Чандрагупта, в град Паталипутра. Мегастен дава първите сведения за тази страна – в своя труд „Индика“ той описва основните реки на Западна Индия, споменава за Хималаите и Цейлон, а също така описва и кастовата система. Произведението на Мегастен не е съхранено, но обширни цитати от него са запазени в трудове на Диодор, Страбон и Ариан.